# Возилівський водоспад
Возилівський водоспад — гідрологічна пам’ятка природи місцевого значення в Україні в с. Возилов, Тернопільська область.                                             

### Розташування
Водоспад розташований в сплаві Дністровського каньйону в дубово-грабовому лісі. Складається з  каскаду дрібних водограїв.

### Цікавий факт
Науковці твердять, що поряд із водоспадом повітря сильно іонізоване, відтак, перебування в такому місці корисне для самопочуття.